# Альборн (тауншип, Миннесота)
Альборн (англ. Alborn) — тауншип в округе Сент-Луис, Миннесота, США. На 2000 год его население составило 399 человек.

## География
По данным Бюро переписи населения США площадь тауншипа составляет 91,3 км², из которых 89,5 км² занимает суша, а 1,8 км² — вода (1,96 %).

## Демография
По данным переписи населения 2000 года здесь находились 399 человек, 153 домохозяйства и 115 семей.  Плотность населения —  4,5 чел./км².  На территории тауншипа расположено 260 построек со средней плотностью 2,9 построек на один квадратный километр. Расовый состав населения: 90,23 % белых, 5,51 % коренных американцев, 0,25 % азиатов, 0,50 % c Тихоокеанских островов и 3,51 % приходится на две или более других рас. Испанцы или латиноамериканцы любой расы составляли 0,50 % от популяции тауншипа.
Из 153 домохозяйств в 30,1 % воспитывались дети до 18 лет, в 66,7 % проживали супружеские пары, в 6,5 % проживали незамужние женщины и в 24,2 % домохозяйств проживали несемейные люди. 20,3 % домохозяйств состояли из одного человека, при том 8,5 % из — одиноких пожилых людей старше 65 лет. Средний размер домохозяйства — 2,61, а семьи — 3,00 человека.
24,3 % населения — младше 18 лет, 10,3 % — в возрасте от 18 до 24 лет, 25,6 % — от 25 до 44, 27,1 % — от 45 до 64, и 12,8 % — старше 65 лет. Средний возраст — 41 год. На каждые 100 женщин приходилось 108,9 мужчин.  На каждые 100 женщин старше 18 приходилось 101,3 мужчин.
Средний годовой доход домохозяйства составлял 42 500 долларов, а средний годовой доход семьи —  51 458 долларов. Средний доход мужчин —  31 827  долларов, в то время как у женщин — 27 292. Доход на душу населения составил 18 953 доллара. За чертой бедности находились 1,8 % семей и 5,3 % всего населения тауншипа, из которых 2,6 % младше 18 и 6,7 % старше 65 лет.